# Ourous Khan
Ourous Khan aussi orthographié Ourous (Kypchak : اوروس خان ; également connu sous le nom de Muḥammad-Urūs Turki / persan : محمد اروس, Orys, Arys, Yrys, Orys Khan, kazakh : Ұрыс-Хан), mort en 1377, est un khan de la Horde blanche et, à titre contesté, de la Horde bleue. Descendant direct de Gengis Khan. Ourous lui-même est l'ancêtre des khans du khanat kazakh.

## Ascendance
L'ascendance d'Ourous, selon les informations généalogiques du Jāmiʿ al-tawārīkh, du Muʿizz al-ansāb et du Tawārīḫ-i guzīdah-i nuṣrat-nāmah est la suivante : Gengis Khan - Djötchi - Tuqa-Timur - Uz-Timur/ Urung-Timur - Achiq - Taqtaq - Tamerlan Khwaja - Badiq - Ourous,,,. Cependant, la descendance fictive du fils de Djötchi, Orda, que l'on retrouve dans la littérature plus ancienne continue d'être citée dans de nombreux ouvrages,.

## Biographie

### Jeunesse
Ourous Khan est un descendant du treizième fils de Djötchi, Tuqa-Timur. En 1260, des pièces de monnaie seraient frappées au nom de Tuqa-Timur en Crimée. Lorsque Mengu-Timur gouverne la Horde d'Or, il donne au fils de Tuqa-Timur, Urung-Timur (également appelé Uz-Timur et Urungbash), des terres en Crimée, qui sont conservées par ses descendants.
La jeunesse d’Ourous Khan n'est pas connue. Dans les années 1350, Ourous décide de quitter la région de la Volga pour se déplacer vers la partie sud-est de la Horde d'Or. Il s'agit de l'ancien Ulus (territoire administratif mongol) d'Orda, qui est supprimé vers 1330 par Öz Beg Khan. Elle est gouvernée au nom du khan de Sighnaq par un gouverneur Kiyat, Jir-Qutluq, fils d'Isatay. Il est tué lors d'une escarmouche par Ourous, qui est un cosaque avec un petit groupe de ses associés. Néanmoins, Jir-Qutluq est remplacé comme gouverneur par son fils Tingiz-Buqa, qui réprime impitoyablement l'opposition.
Afin d'asseoir sa légitimité et ses prétentions, Ourous confirme son rapprochement à l'islam en se faisant nommer Mohammad Ourous. Dans le contexte où l'islam devient la religion officielle de la noblesse et des chefs locaux, cette conversion affichée lui permet de s'appuyer sur de nombreuses forces locales.

### Règne

#### Khan de l'ancien Ulus d'Orda
Le règne d'Ourous peut se diviser en deux périodes. La première débute vers la fin des années 1350 et le début des années 1360 et se concentre sur les territoires orientaux de la Horde d'or, dans les anciennes régions coumanes, administrées par les descendants bordjiguines (Kiyat).
Lorsque Khan Berdi Beg est mourant, Tingiz-Buqa conspire pour établir son propre khan, mais son choix, un descendant de Tuqa-Timur nommé Qara Nogai, le trahit et l'assassine, en 1359/1360. Qara Nogai assume néanmoins le trône de l'ancien Ulus d'Orda, mais meurt après seulement trois ans, en 1363. Il est remplacé par un neveu (Tughluq-Timur), un cousin (Mubarak Khwaja, qui commença à frapper ses propres pièces) et un frère (Qutluq Khwaja). Ourous parvient à obtenir le soutien d'une grande partie des troupes nomades et des officiers qui l'aident à prendre le pouvoir.
Ourous a en quelque sorte échappé à la colère de Tingiz-Buqa et survécu aux courts règnes de ses cousins éloignés. En 1368/1369, il s'empare du trône de l'Ulus d'Orda des mains de Qutluq Khwaja et se fait nommer khan. Pour consolider sa position et accroître son autorité, il élimine les princes et les émirs qu’il considère comme ses adversaires. L'une de ces victimes est son cousin Tuy Khwaja, le père du futur Khan Tokhtamysh, ce qui provoque l'inimitié implacable de ce dernier envers Ourous et ses fils.

#### Ambitions occidentales
Après s'être établi à l'est, Ourous envisage d'unifier tous les Ulus de la Horde d'Or et tente de prendre le contrôle de la capitale traditionnelle de la Horde d'Or, Saraï sur la Basse Volga. Il chasse le protégé du beglerbeg Mamai, Muḥammad-Sulṭān, en 1373 et semble avoir brièvement détenu la ville, avant de la perdre presque immédiatement au profit d'un dirigeant local, Ḥājjī Cherkes d'Astrakhan, puis du Shibanide Īl Beg. Lorsque Mamai récupère Saraï pour Muḥammad-Sulṭān en 1374, Ourous fait une autre tentative réussie sur la ville. Néanmoins, il ne réussit pas à le conserver longtemps, le perdant au profit du fils d'Īl Beg, Qāghān Beg, en 1375.
Au cours des campagnes d'Ourous sur la Basse Volga, son cousin aliéné et vengeur Tokhtamysh se rend auprès de Tamerlan et sollicite son aide contre Ourous et sa famille. Tamerlan se montre conciliant et fournit à Tokhtamych des ressources et des forces, lui permettant de s'établir à Otrar et Sayram. Le fils d'Ourous, Qutlu-Buqa, qui gouverne l'est en l'absence de son père, attaque et expulse Tokhtamysh, qui cherche à nouveau refuge auprès de Tamerlan. Qutlu-Buqa, cependant, est mortellement blessé dans la bataille. Doté de plus de richesses et d'une nouvelle armée par Tamerlan, Tokhtamysh tente à nouveau sa chance, mais est vaincu par le fils suivant d'Ourous, Toqtaqiya ; Tokhtamysh est blessé d'une flèche au bras et ne se sauve qu'en traversant à la nage la rivière Syr Darya .
Durant l'automne 1376, les troupes d'Ourous et de Tamerlan avancent l'une contre l'autre dans l'espace entre Sighnaq et Otrar. Le mauvais temps retarde l'engagement imminent et, malgré quelques escarmouches (au cours desquelles le fils d'Ourous, Tamerlan-Malik, est blessé), aucune bataille décisive n'a lieu. Ces petites batailles infligent des pertes importantes à Tamerlan qui se retire à Samarcande et Chakhrisabz.
En 1377, Ourous meurt alors que le conflit est sur le point de reprendre  .

## Postérité
Après le décès d'Ourous, Tamerlan déclare Tokhtamych khan de la Horde d'Or. Ourous est en fait remplacé par ses fils, Toqtaqiya, qui meurt deux mois plus tard, et Timur-Malik, qui est vaincu et tué par Tokhtamysh en 1379. Ourous règne pendant neuf ans, mais ses tentatives pour tenir Saraï et prendre le contrôle des parties occidentales de la Horde d'Or ont échoué,.
Alors que la lignée Ordaïde (descendants d'Orda) de la Horde Blanche s'efface progressivement et sombre dans une forme d'âge sombre, Ourous est perçu comme le Khan qui parvient à la faire ressurgir. Les conflits qui suivent opposent les descendants d'Ourous et Toktamysh, menant à des territoires particulièrement désunis qui se rebellent fréquemment. Les descendants d'Ourous continuent de gouverner sur une partie des territoires de la Horde d'Or jusqu'au XVIIe siècle et doivent fuir, sous la montée en puissance d'Aboulkhaïr Khan, vers l'Est, menant à la création d'un État Kazakh.